# Naomi Sequeira
Naomi Sequeira (29 december 1994) is een actrice, presentatrice en model afkomstig uit Sydney, Australië.

## Biografie
Sequeira heeft een Portugese vader en een Filipijns-Spaanse moeder. Na het behalen van de haar middelbareschooldiploma werd Sequira in 2013 mede-presentatrice van Hanging with Adam & Naomi van het Australische Disney Channel. Als presentatrice van dit programma werd ze in 2014 en 2015 genomineerd voor een Astra Award. 
In 2014 debuteerde ze als actrice in een aflevering van de ABC-tv-serie Rake. Van 2014-2016 speelde ze als Tara Crossley een hoofdrol in The Evermoor Chronicles.
Sequeira maakte haar filmdebuut in Rip Tide (2017), met Debby Ryan in de hoofdrol.
In 2016 bracht ze een single uit getiteld 'Blank Paper'.

## Filmografie
- Rip Tide (2017) - Chika
- Kick Ons (2018) - Jasmine
- Pearl in Paradise (2018) - Daniela

## Tv-series
- The Evermoor Chronicles (2014-2016) - Tara Crossley
- Rake (2014) - May